# Шизантус
Шиза́нтус або схиза́нтус (Schizanthus) — рід однорічних трав родини пасльонових. Декоративна рослина. В англомовній традиції цю рослину називають «орхідея бідняка» (англ. Poor Man's Orchid).

## Опис

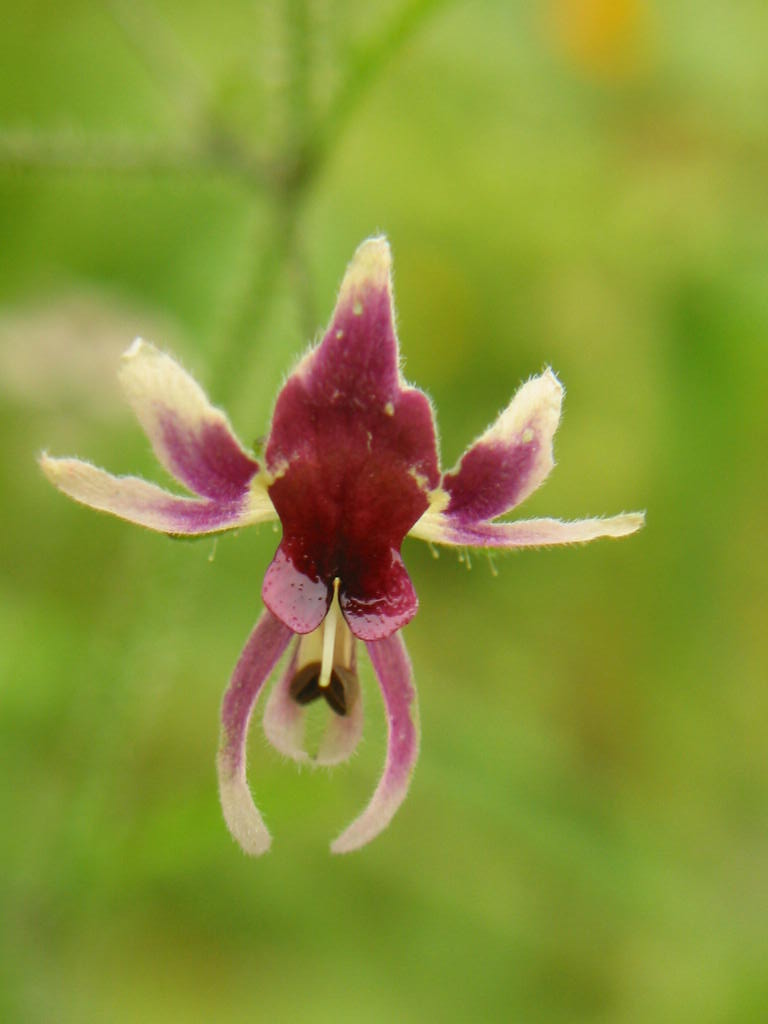
Квітка Schizanthus parvulus

Однорічні, сильно розгалужені і рясно квітучі рослини. Листя світло-зелені, перисторозсічені, як і стебла, покриті залозистими волосками.

## Поширення
Рід налічує 12 видів, що походять з Південної Америки (Чилі, Аргентина).